# Donner über dem Indischen Ozean
Donner über dem Indischen Ozean (deutsche Alternativtitel: Das Wappen von Saint Malo und Der Tiger der sieben Meere, Originaltitel: Il grande colpo di Surcouf) ist ein spanisch-französisch-italienischer Piratenfilm mit einem historischen Hintergrund aus dem Jahr 1966 von den Regisseuren Sergio Bergonzelli und Roy Rowland. Das Drehbuch verfassten Giovanni Simonelli, George de la Grandière, Gerald Savery und José Antonio de la Loma. In den Hauptrollen sind Gérard Barray, Antonella Lualdi, Geneviève Casile und Terence Morgan zu sehen. Zum ersten Mal ins Kino kam der Film am 2. Dezember 1966 in Frankreich. In der Bundesrepublik Deutschland hatte er seine Premiere am 19. Oktober 1967.

## Inhalt
Die Handlung ist in der Zeit des Krieges zwischen Frankreich und England – so um das Jahr 1795 herum – angesiedelt. Der Korsar Robert Surcouf wird von Napoleon Bonaparte beauftragt, wichtige Dokumente über französische Militärstützpunkte auf der Insel Mahé, die von Engländern erobert worden ist, zu rauben und zu vernichten. Die Aktion gelingt, was den Kommandanten der Insel so sehr ärgert, dass dieser einen Preis auf den Kopf des Korsaren aussetzt. Gefangen wird statt Surcouf jedoch dessen Bruder Nicolas, was den Korsaren zwingt, sich erneut auf die Insel zu begeben. Nach einigem Hin und Her gelingt es schließlich Robert Surcouf, sowohl seinen eigenen Kopf als auch den des Bruders, für den der Galgen schon bereitstand, zu retten.

## Kritiken
Der Evangelische Film-Beobachter urteilt überwiegend positiv: „Der Film zerfällt in zwei Teile, die jeweils recht frisch und munter serviert werden. Nur der Übergang, als Robert Surcouf nach Vollzug seiner Order das Schiff an den Bruder abgibt, will nicht überzeugen, da er für den Zuschauer unvorbereitet kommt und auch im Nachhinein nicht genügend motiviert erscheint, wie überhaupt die Konstruktion der Geschichte als schwächster Teil des Films auffällt. Aber das kann man hinnehmen, zumal die Regie flott arbeitete und sich der obligaten Grausamkeiten enthielt.“ Weniger wohlwollend urteilt das Lexikon des internationalen Films: „Wiederum ein Piratenfilm in abenteuerlich-operettenhafter Inszenierung.“